# Cerkiew Świętej Trójcy w Braniewie
Cerkiew Świętej Trójcy – greckokatolicka cerkiew parafialna w Braniewie.

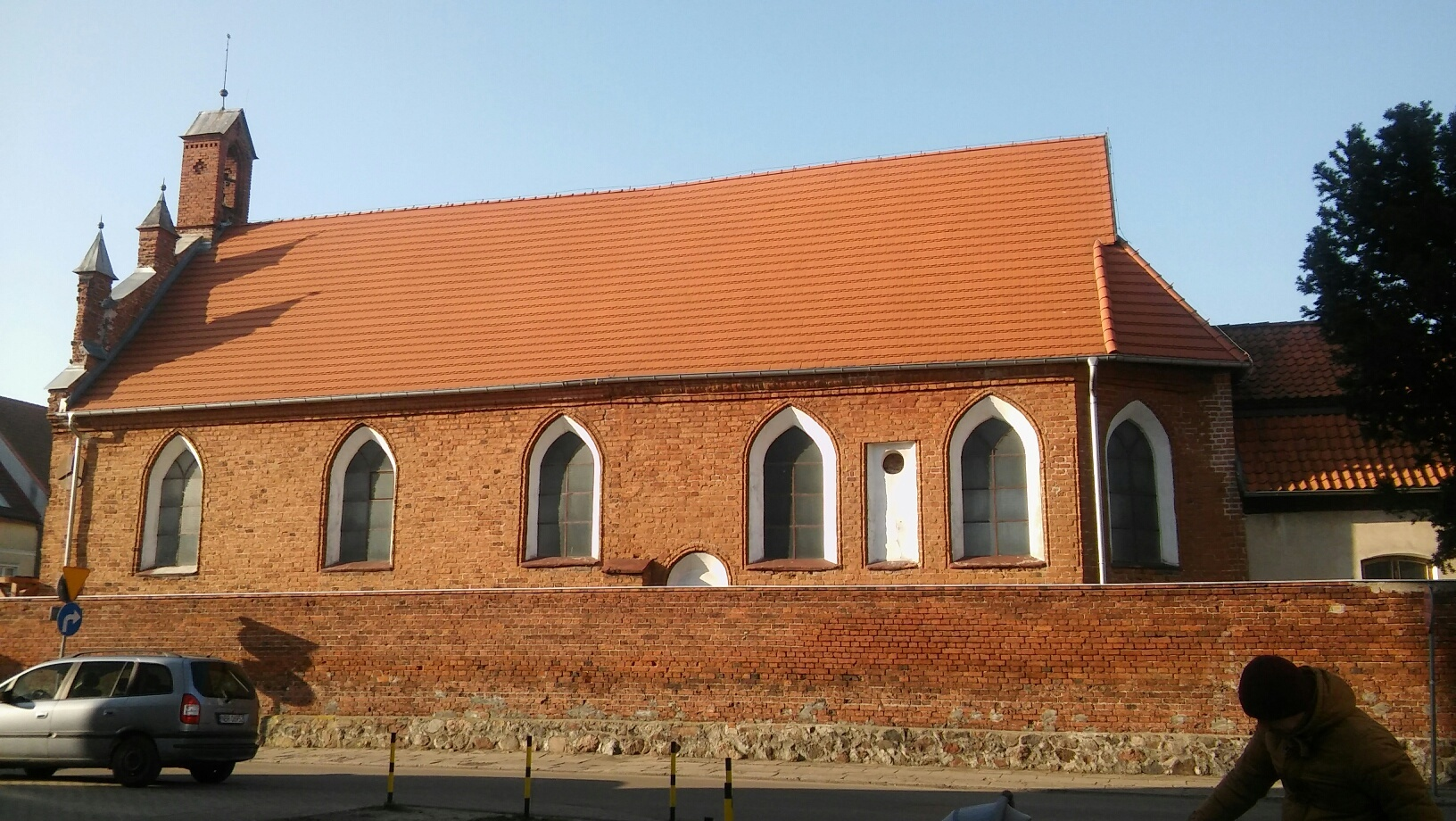
Cerkiew św. Trójcy, widok z boku

Cerkiew mieści się w dawnym późnogotyckim kościele zbudowanym w 1437 roku, odbudowanym i przebudowanym w latach 1583–1584 oraz w XVII i XVIII wieku. W 1945 świątynia została poważnie uszkodzona, odbudowana w 1951. Jest położona przy ul. Tadeusza Kościuszki.
Jest to świątynia salowa, pięcioosiowa, założona na planie prostokąta z trójbocznym zamknięciem od wschodu, powstała na początku XVI wieku. Zakrystia niższa, kwadratowa, przylega od wschodu, kruchta przylega od północy. Obie pochodzą z lat 1681–1686. Ołtarz główny był późnobarokowy, pochodził z warsztatu Jana Freya z obrazem przedstawiającym Trójcę Świętą i figurami świętego Augustyna i św. Ambrożego. Ponadto znajduje się rokokowa Pietà z 1773 i rzeźba Chrystusa (Ecce Homo) z XVI w.

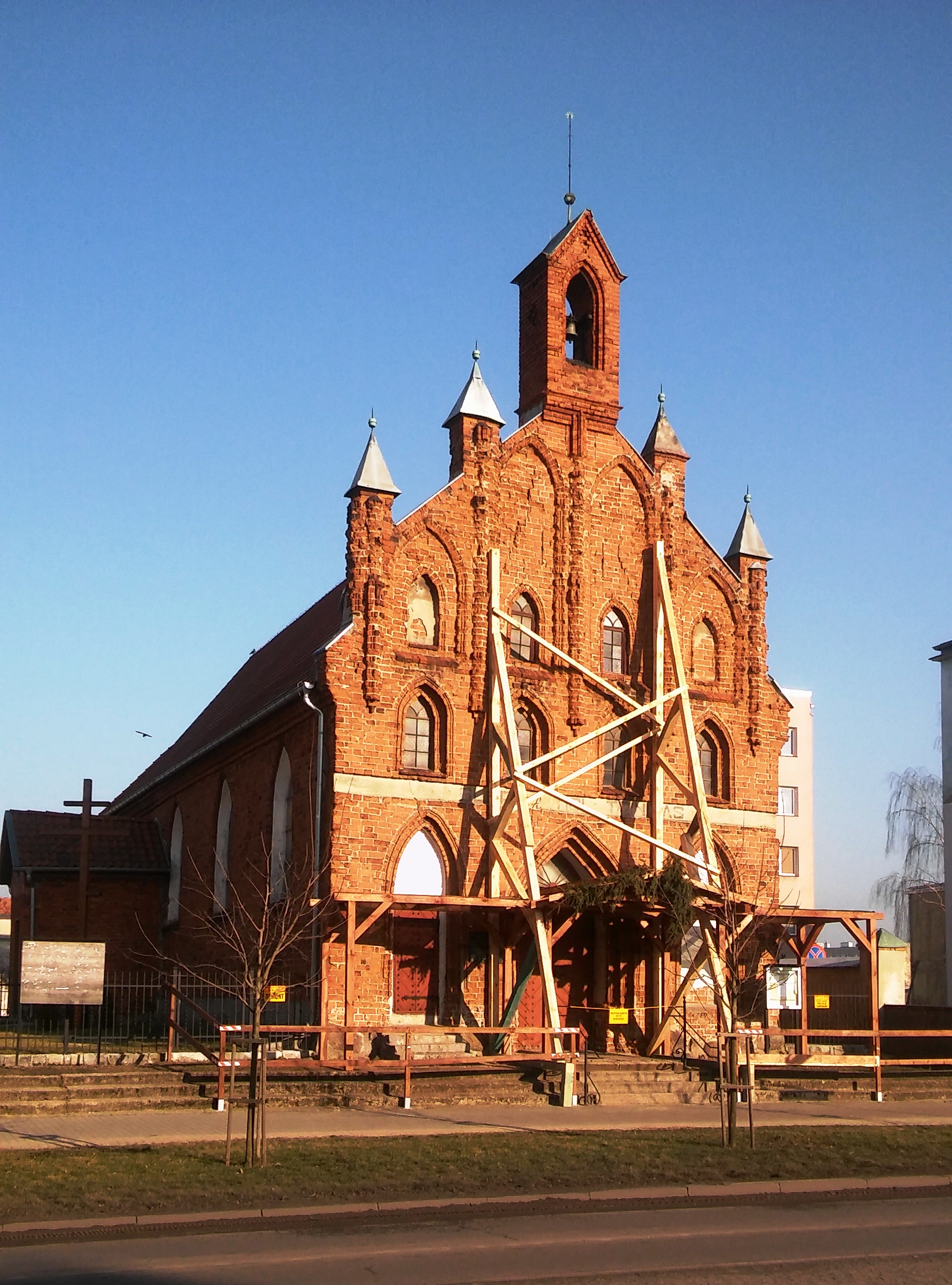
Remont świątyni, rok 2017

Po wojnie świątynia służyła m.in. przez lata jako kaplica przedpogrzebowa. Od 1992 cerkiew służy wiernym obrządku greckokatolickiego, którym została przekazana po długich sporach. Oficjalne przekazanie miało miejsce w niedzielę 16 lutego 1992. Inaugarycyjną mszę świętą odprawił bp Jan Martyniak, ordynariusz greckokatolicki diecezji przemyskiej. Na mszy obecnych było ponad 300 wiernych.
Od 1 listopada 2016 z powodu złego stanu technicznego ściany frontowej, grożącej zawaleniem, świątynia została przez nadzór budowlany zamknięta, gdyż na ścianie frontowej pojawiły się niebezpieczne spękania. W 2017 zostały przeprowadzone prace remontowe w świątyni, m.in. pęknięcia zostały spięte specjalnymi klamrami i pouzupełniane ubytki w murze. Koszt napraw wyniósł 157 tys. złotych. Ministerstwo Kultury i Dziedzictwa Narodowego przyznało dotację w wysokości 100 tys. złotych, pozostałe pieniądze zostały pozyskane od samorządu gminy Braniewo, osób prywatnych i firm.
Parafia liczy 300 wiernych (rok 2017).